# Hrabstwo Stoddard
Hrabstwo Stoddard (ang. Stoddard County) – hrabstwo w południowo-wschodniej części stanu Missouri w Stanach Zjednoczonych. Obszar całkowity hrabstwa obejmuje powierzchnię 828,94 mil2 (2 147 km²). Według danych z 2010 r. hrabstwo miało 29 968 mieszkańców. Hrabstwo powstało 2 stycznia 1835 roku i nosi imię Amosa Stoddarda - pierwszego cywilnego komendanta Górnej Louisiany.

## Sąsiednie hrabstwa
- Hrabstwo Bollinger (północ)
- Hrabstwo Cape Girardeau (północny wschód)
- Hrabstwo Scott (północny wschód)
- Hrabstwo New Madrid (południowy wschód)
- Hrabstwo Dunklin (południe)
- Hrabstwo Butler (południowy zachód)
- Hrabstwo Wayne (północny zachód)

## Miasta
- Advance
- Bell City
- Bernie
- Bloomfield
- Dexter
- Dudley
- Essex
- Puxico
- Grayridge (CDP)

## Wioski
- Baker
- Penermon